# Achille Rivarde
Serge Achille Rivarde (* 31. Oktober 1865 in New York City; † 31. März 1940) war ein britischer Geiger und Musikpädagoge US-amerikanischer Herkunft.
Rivarde hatte bereits als Kind Violinunterricht und studierte von 1876 bis 1881 am Pariser Konservatorium bei Charles Dancla. 1879 erhielt er gemeinsam mit František Ondříček den Ersten Preis im Fach Violine. Nach dem Studium kehrte er für drei Jahre in die USA zurück und gab dort Konzerte.
Von 1885 bis 1891 war er Konzertmeister des Orchestre Lamoureux in Paris. 1894 debütierte er als Solist in London, und im Folgejahr gab er in New York 19 Konzerte. Es folgten Auftritte mit dem Boston Symphony Orchestra, dem Theodore-Thomas-Orchestra in Chicago und sein Debüt im Columbia Theatre in San Francisco. Von 1899 bis 1936 unterrichtete Rivarde am Royal College of Music in London. Daneben gründete er 1924 eine eigene Violinschule. Er ist auch Autor eines Violinlehrbuches.